# Amblyaspis ruficornis
Amblyaspis ruficornis är en stekelart som beskrevs av William Harris Ashmead 1896. Amblyaspis ruficornis ingår i släktet Amblyaspis och familjen gallmyggesteklar. Inga underarter finns listade i Catalogue of Life.